# Вирізування

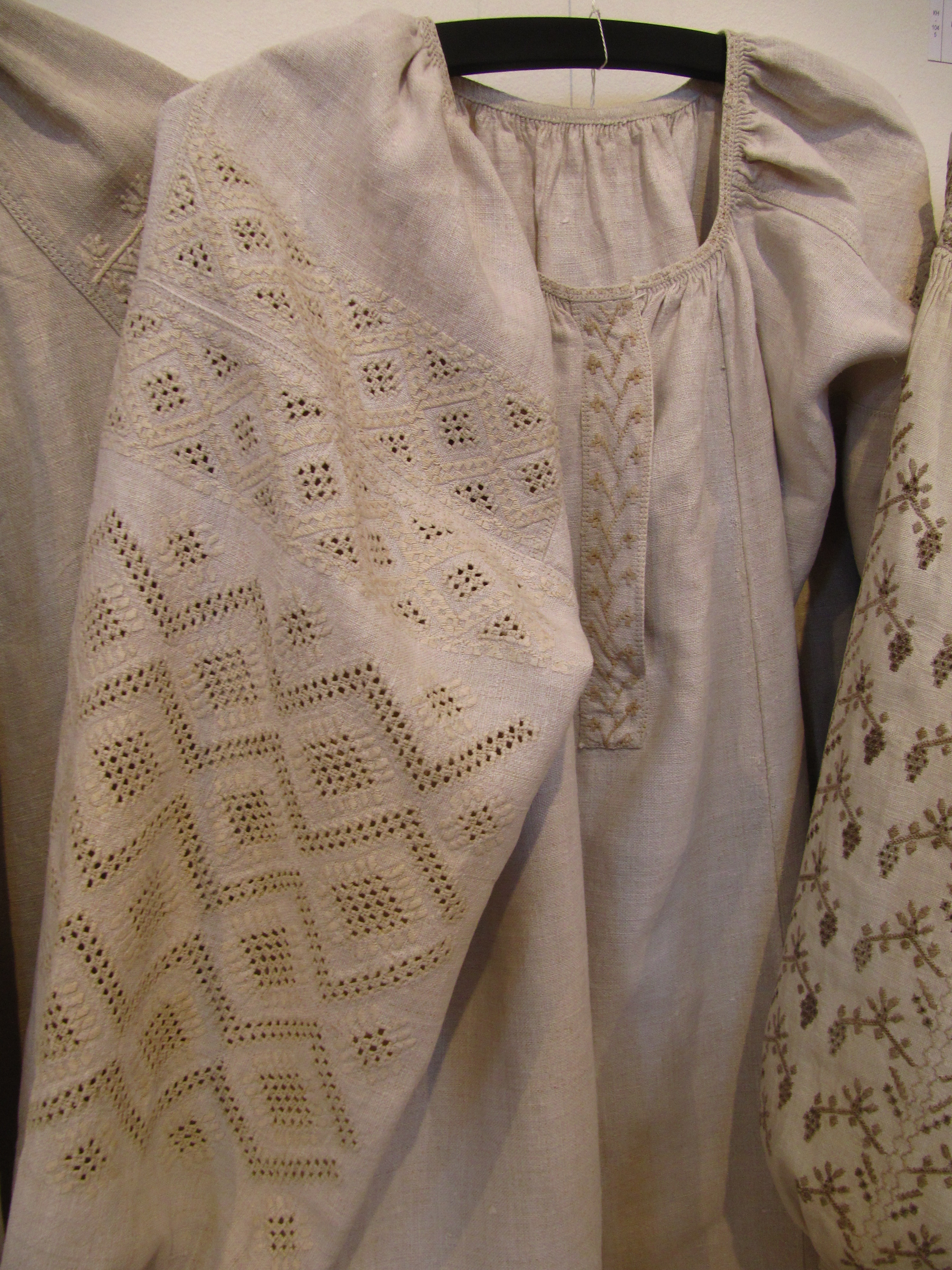
Сорочка вирізуванням. Полтавщина

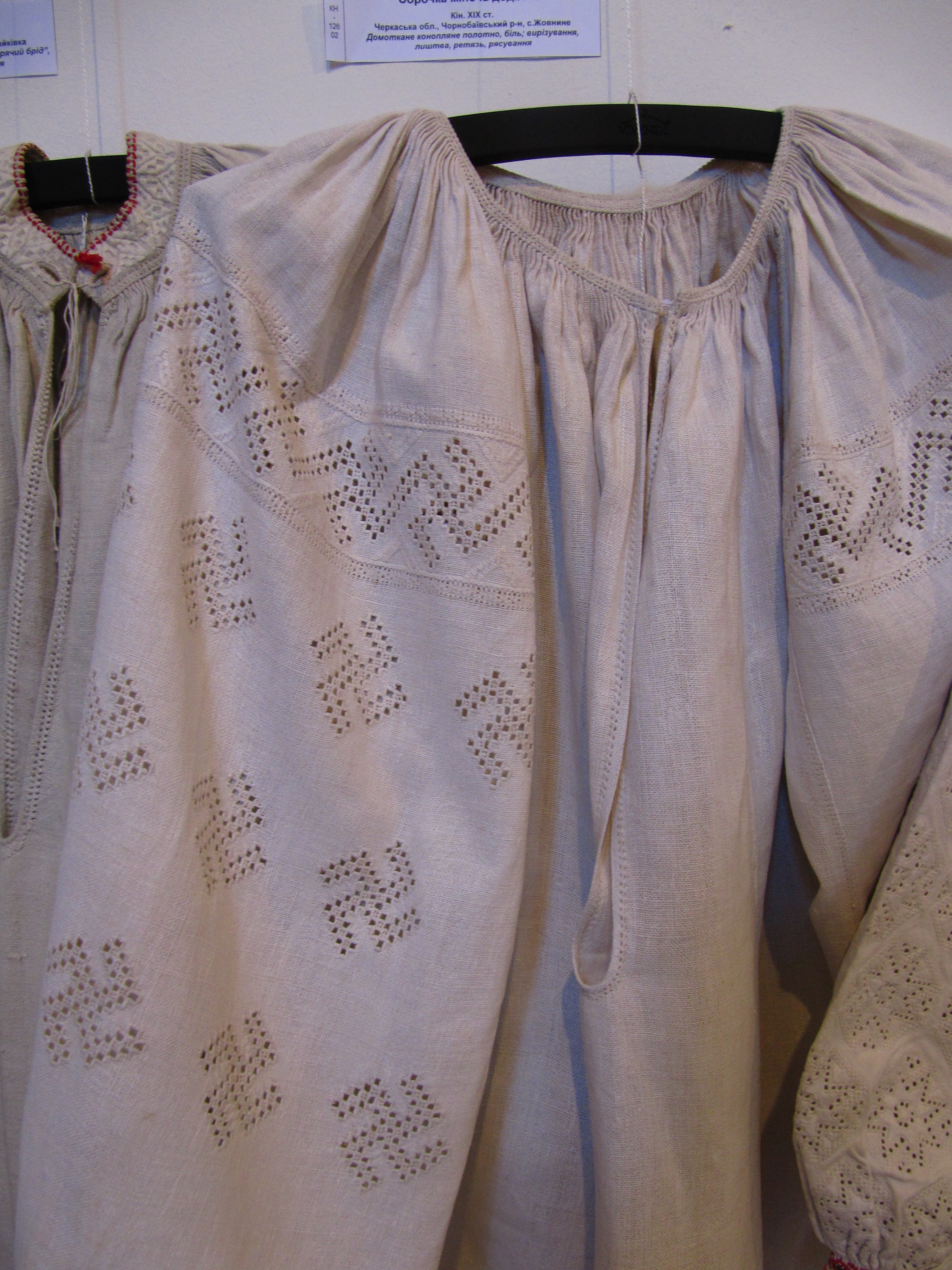
Сорочка вирізуванням. Лівобережна Черкащина

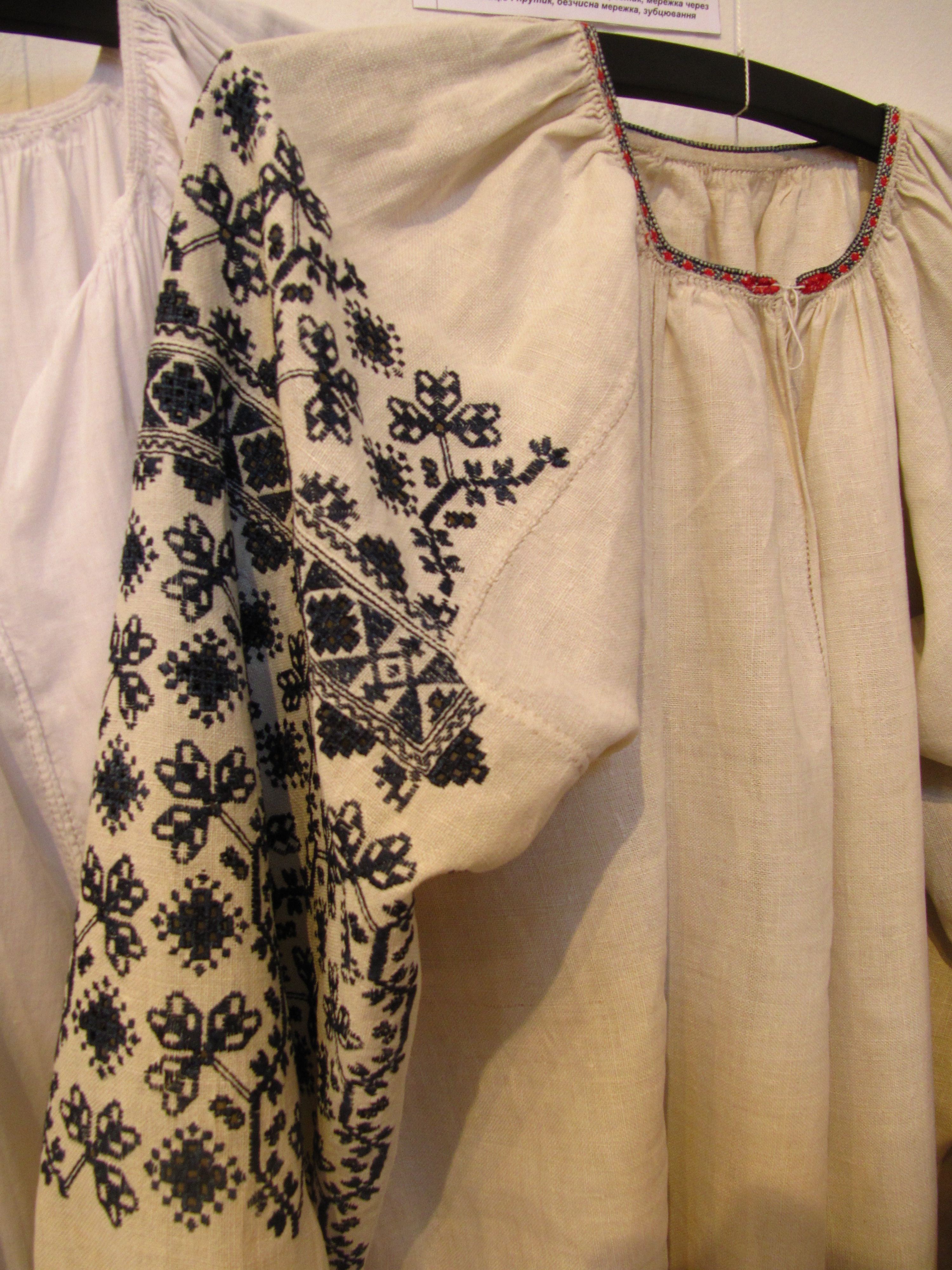
Вирізування синіми нитками. Гадяцький район, Полтавщина

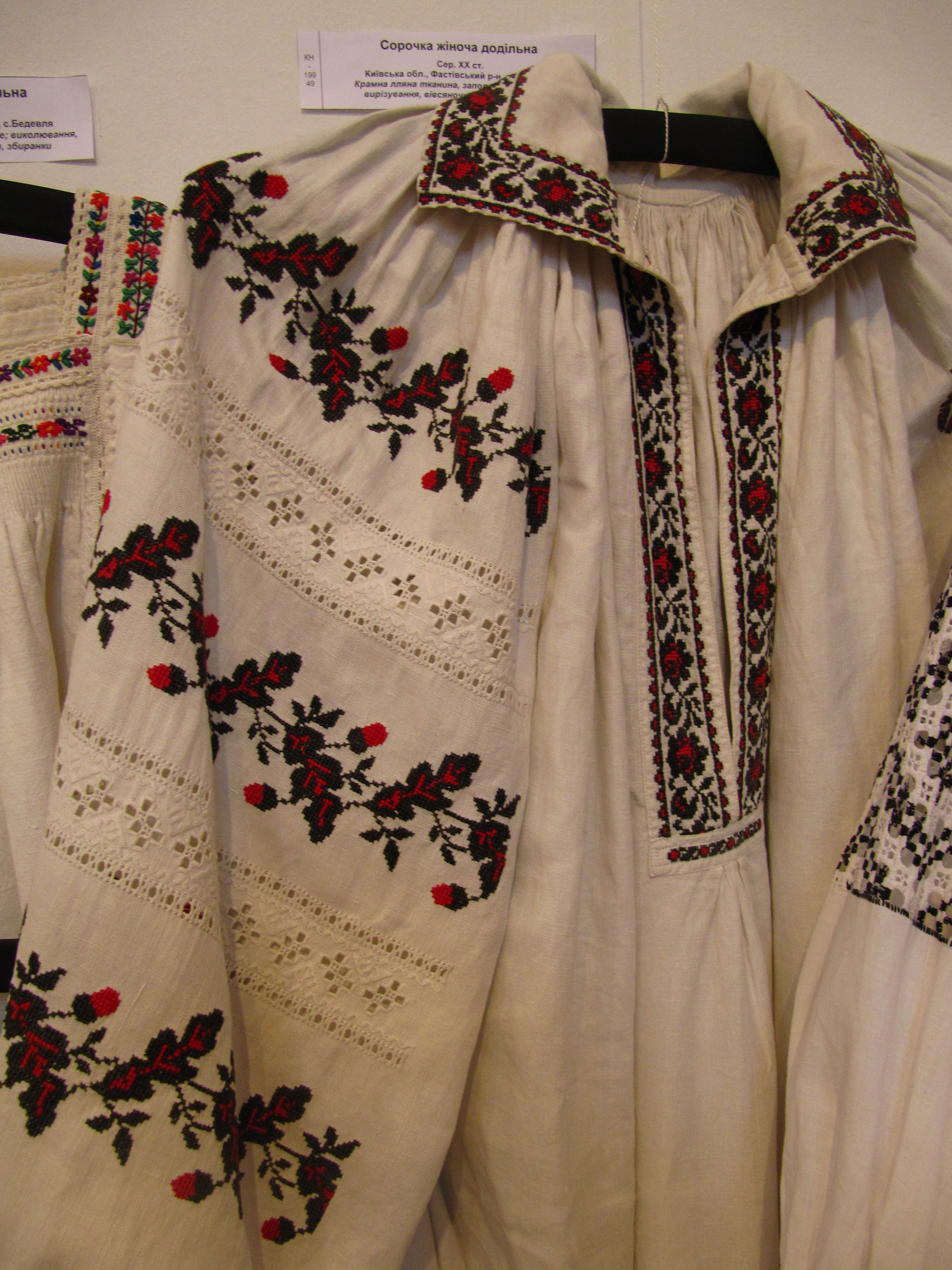
Вирізування доповнює хрестикову вишивку. Фастівський район, Київщина

Вирі́зування — техніка прозорого білого шитва, що творить геометричні орнаменти, які складаються із вирізаних (порожніх та заповнених заплутками) квадратиків. Характерна для Полтавщини, Сарненського району Рівненщини, Закарпаття.

## Загальна характеристика
Вирізуванням традиційно вишивали на лляних та конопляних домотканих полотнах. Сучасні бавовняні тканини пристосовані до цієї техніки гірше, так як сильно осипаються. Нитки використовували доморобні вибілені або небілені, а також фарбовані природними барвниками (наприклад дубовою корою). На Зіньківщині та Гадяччині вирізування виконували синіми нитками.
Для виконання вирізування також необхідні маленькі гострі ножиці. До початку XX століття українські селянки не мали в господарстві потрібної якості ножиць, тож для підрізання ниток користувались добре нагостреним ножем: набирали на голку потрібне число ниток і відрізали їх згори цим ножем.
Мотиви вишивки вирізуванням — східчасті геометричні фігури: ромби, трикутники, «восьмиріжки», свасті, східчасті паралелограми та ламані. Вирізувані елементи називали по кількості вирізаних квадратиків у фігурі. Так, вишивка з ромбами називалася вирізуванням по-одному, по-п'ятеро, по-тринадцятеро і так далі. Інші варіанти народних назв вирізуваних узорів походили від зорових асоціацій: «книшкове», «хрещове», «косе з клинцями», «орлове», «рогатеньке».
Вирізувані елементи могли бути розкидані по рукавам вишитих сорочок або ж їх компонували у стрічкові композиції і розміщували на уставках, під ними, а також на подолах жіночих і манішках чоловічих сорочок. Вирізування поєднувалось із лиштвою, хрестиком, ретязем в обвідках.

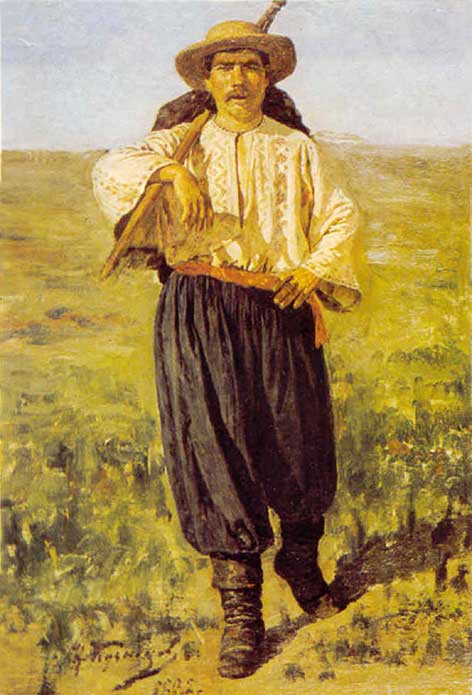
Селянин. Етюд Миколи Кузнецова, 1882
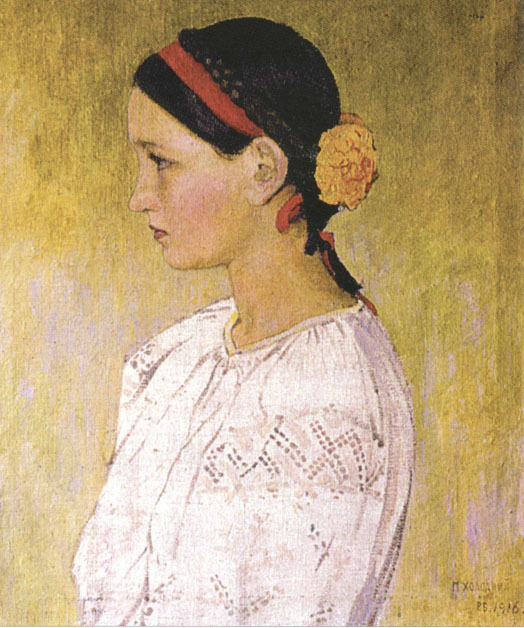
Донька П. Холодного у вишитій вирізуванням сорочці, 1916
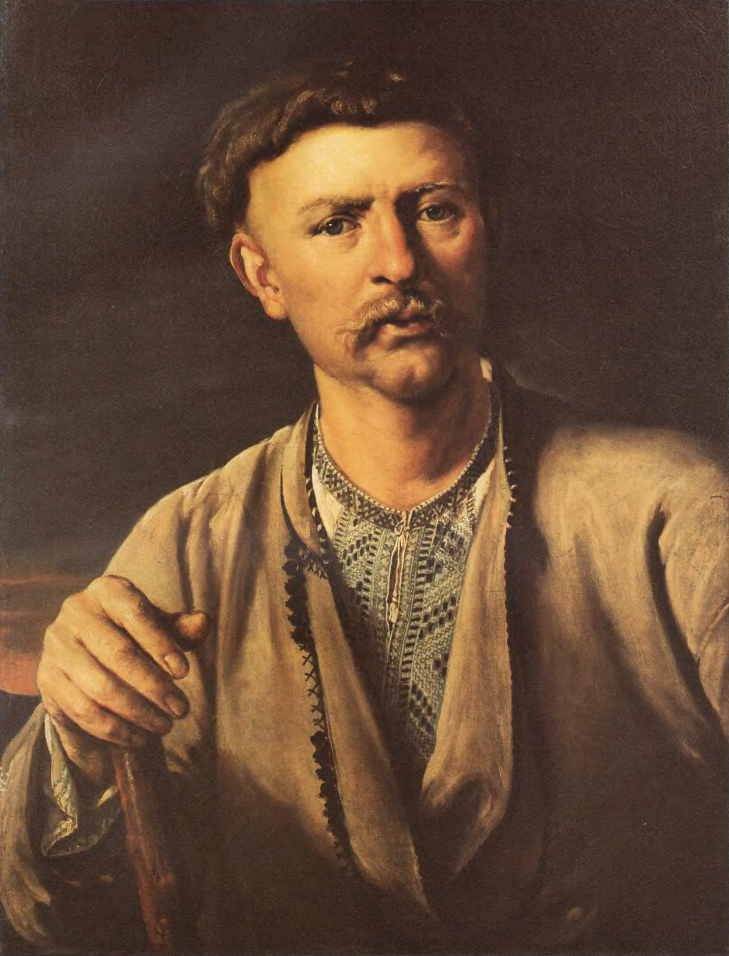
Подолянин. Портрет роботи В. Тропініна, 1820

## Спосіб виконання
Першим етапом у вирізуванні є обробка майбутнього елемента вишивки по периметру швом «качалочка» з хрестиками в місцях повороту. Починають з кута фігури, де вишивають хрестик обраної чисниці (традиційно 3х3 нитки, для сипких полотен варто робити принаймні 4х4 нитки). Далі обходять візерунок по колу за годинниковою стрілкою. Якщо потрібно обробити горизонтальну сторону елемента, то виводять голку збоку хрестика і виконую 4 (у випадку чисниці на 3, загалом на 1 більше ніж чисниця) вертикальні стібки «качалочки» на кількість ниток, що рівна чисниці, а далі наступний хрестик. Для обробки вертикальної сторони виводять голку вгорі або внизу хрестика (по малюнку) і виконують горизонтальні стібки «качалочки». Обходячи периметр візерунку, варто слідкувати, щоб хрестики завжди розміщувались один напроти одного. Це дасть змогу уникнути помилок.
Після виконання контуру елемента по-під ним підрізають нитки. Обрізати слід ті, що знаходяться між стібками «качалочки». Нитки, охоплені хрестиками залишають. Вирізуючи, слід бути дуже акуратними, аби не зачепити зайвих ниток полотна і ниток качалочкового контуру.
Далі обрізані нитки висмикують. Утворюється сітка. Її щільно обкручують, починаючи від хрестика-кутика. На перетині горизонтальних і вертикальних ліній сітки роблять хрестик і змінюють напрям обкручування на 90°. Де потрібно виконують «заплутку». «Заплутки» у полтавському вирізуванні розміщуються в шаховому порядку всередині візерунку; ніколи їх не вміщують у вершинах фігури. Лише в рідкісних випадках можливе розташування «заплуток» біля периметру узору (наприклад, в обрізаних формах — трикутниках — половинах ромбів), зазвичай же цього не відбувається. Можливі види «заплуток» — «ляхівка», «віконце», «настилинкою», а також «гречкою», «настилом в обидва боки».

## Сліпе вирізування
Побутує також вишивка, візуально схожа на вирізування, де ниток не обрізають. Натомість внутрішній контур виконують так само, як зовнішній — «качалочкою» з хрестиками, а квадратики, які мали бути вирізані, заповнюють ниткою чорної барви у техніках хрестик, лиштва або штапівка. Така вишивка називається «сліпим вирізуванням» або «обманкою».
Сліпе вирізування вишивали на своєму одязі старші жінки з Полтавщини. Зустрічається воно також і на Вінниччині.

## Регіональні особливості

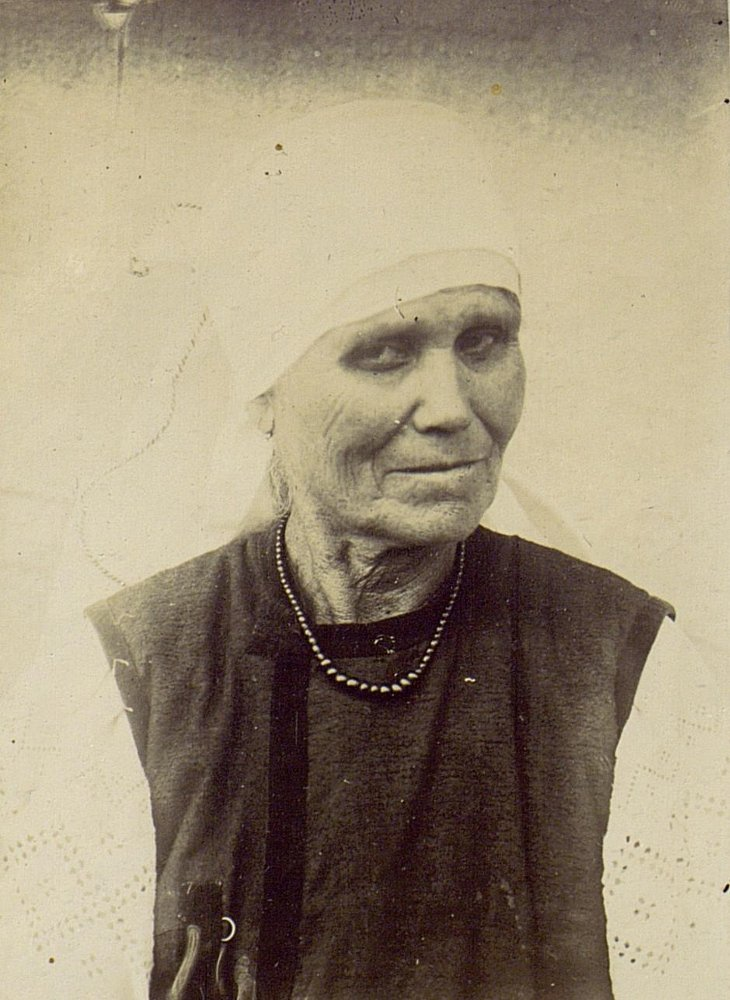
Бабуся з Полтавщини у вирізуваній сорочці. Світлина С. Дудіна. 1894

### Полтавська вишивка біллю
Станом на кінець ХІХ — початок ХХ століть вирізування широко застосовувалось по всій території Полтавської губернії. Ця техніка разом із лиштвою, зерновим виводом, виколюванням і мережками творила традиційне полтавське шиття біллю.
Біль — ручнопрядена нитка, вибілена в домашніх умовах краще, ніж полотно. Її сукали з двох тоненьких плоскінних ниточок і білили під час Петрівки. Для традиційних вишивок білим по білому використовували таку нитку, а також фарбовану природними барвниками і небілену. На Гадяччині та Зінківщині характерні полтавські орнаменти білої вишивки виконували темно-синьою та коричневою ниткою.
Полтавському вишиттю були властиві геометричні та геометризовані рослинні орнаменти. Останні — то скомпоновані із геометричних елементів, виконаних лічильними техніками, стилізовані рослинні композиції з характерними назвами: «сосонки», «калина», «гарбузовелистя», «порічки», «шовковиця», «барвінок», «терен», «дубове листя», «хміль», «овес», «дубок», «берізка», «ягідки», «рожі», «колоски», «гречечка», «виноград», «сокирики», «огірочки», «гілки», «ламане дерево», «орішина», «полуничник».
Вишивкою біллю загалом і вирізуванням зокрема на Полтавщині оздоблювали жіночі та чоловічі сорочки, а також вишивали рушники. У вишивці жіночих сорочок найпишніше декорували рукави. Горизонтальні «ламані гілки» та інші стрічкові візерунки, де вирізувані елементи разом з вишивками лиштвою, верхоплутом, зерновим виводом та курячим бродом були скомпоновані у чіткі геометричні композиції, розміщували на уставках та деколи на підполиччі. Усю ж площину рукава святкової полтавської сорочки заповнювала вишивка, розташована одним із трьох варіантів: трьома вертикальними «ламаними деревами», горизонтальними «ламаними гілками» або рівномірною сіткою елементів по всій площині.

### Рівненське шиття риззю

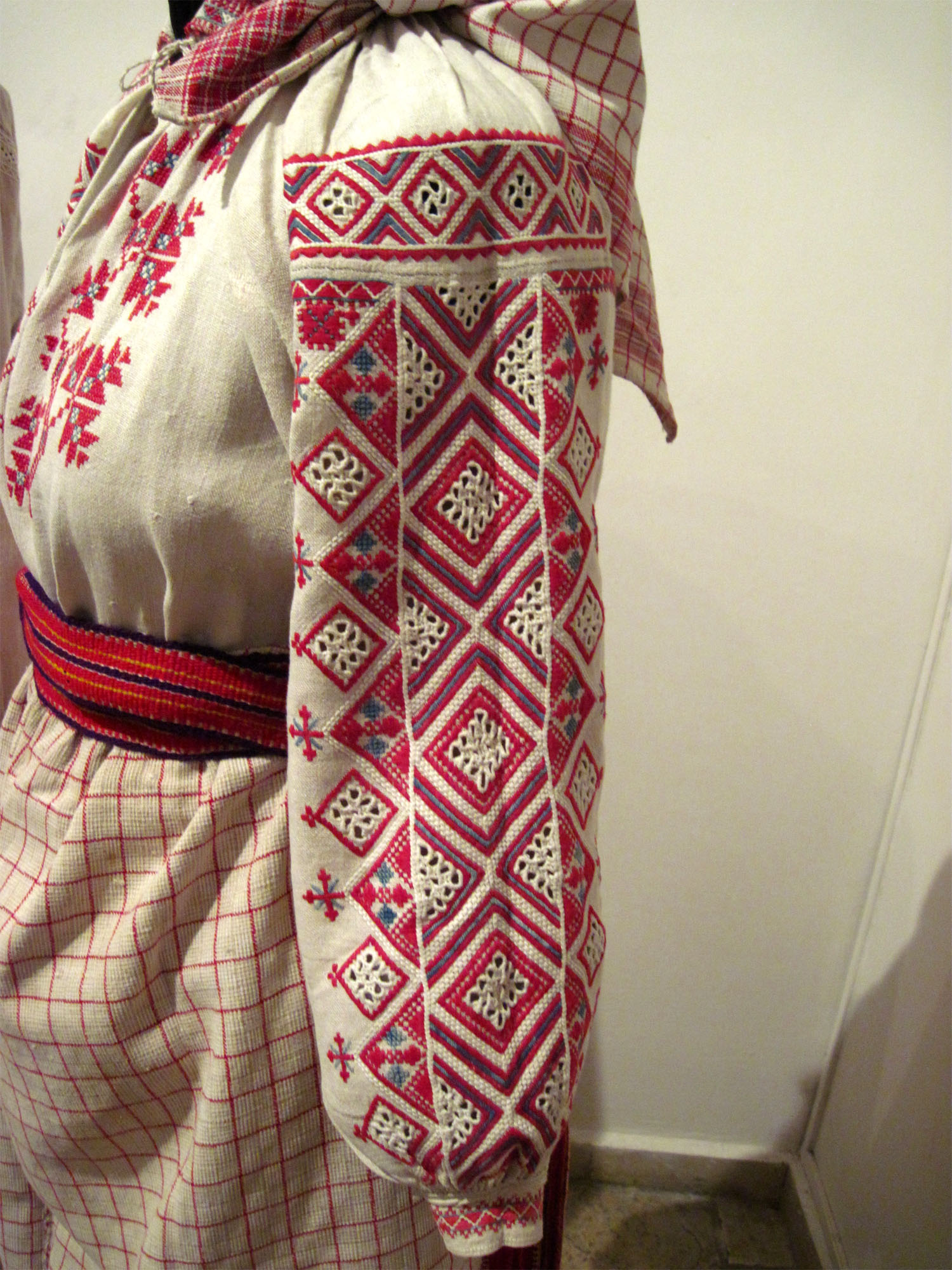
Вишивка вирізуванням на рукаві жіночої сорочки з Рівненської області

На Рівненщині, у Сарненському та Володимирецькому районах, вирізуванням вишивали дещо відмінно, ніж на Полтавщині. Тут не вишивали хрестиків у кутах качалочки-периметра, а обходили їх стібками по колу (на зразок виколювання). Тому геометричні мотиви рівненського вирізування — «ризі» — мають заокруглені кути.
Такою технікою тут вишивали сорочки, фартухи, намітки . У «заризаних» сорочках Рівненщини вишивка розташовується горизонтальними смугами на уставках та широкою смугою вздовж рукавів від полика до манжета. Поряд з вирізуванням у орнаментуванні сорочок застосовують пряму гладь («настиланнє»), хрестик, верхоплут, зерновий вивід, курячий брід. Вишивка може бути або виключно білою, або мати червоні, сині або чорні вкраплення. Орнамент, що простягається вздовж рукава, зазвичай композиційно поділений на ромби. Це реалізується завдяки скісним смугам зерновим виводом, курячим бродом, хрестиком або гладдю. Такий поділ може відбуватись в рамках однієї широкої орнаментальної смуги, що викінчена обабіч покрайницями, які в свою чергу побудовані з трикутників розміром майже в половину ширини основної смуги. Трикутники, як правило, у вершині мають невеликі викінчення, в основі яких лежить прямий хрест. Іншим варіантом декорування рукава є взір, де ромби (по 2-3 у ряд) щільно заповнюють центральну частину рукава. Усі вони можуть мати ідентичне заповнення, або ж крайні — відмінне. Вершини крайніх ромбів також мають невеликі викінчення. У обидвох випадках композиційного вирішення структурні ромби заповнюються вишивкою переліченими вище техніками мотивами ромб, хрест, косий хрест, восьмикутна зірка, тощо.
Окрім жіночих сорочок, у Сарненському районі  «риззю переризували»  також забори ( «хвости» ) та чола наміток. Два чола, що при вив'язуванні опинялись навколо обличчя, декорували вузькими смугами вишивки. На кінцях — заборах — вишиті візерунки були ширші. Проте, іноді вони займали лише третину ширини намітки, бо саме такий об'єм вишиття відкривався сторонньому оку після ретельного згортання намітки перед вбиранням. У вишивці наміток білі узори риззю могли поєднуватись разом з іншими традиційними вишивками цього регіону: намітка могла мати біле чоло риззю і кінці, вишиті широкими червоними смугами заволікання, або білі забори і чола, вишиті червоним заволіканням чи червоно-синім верхоплутом або настиланнєм.

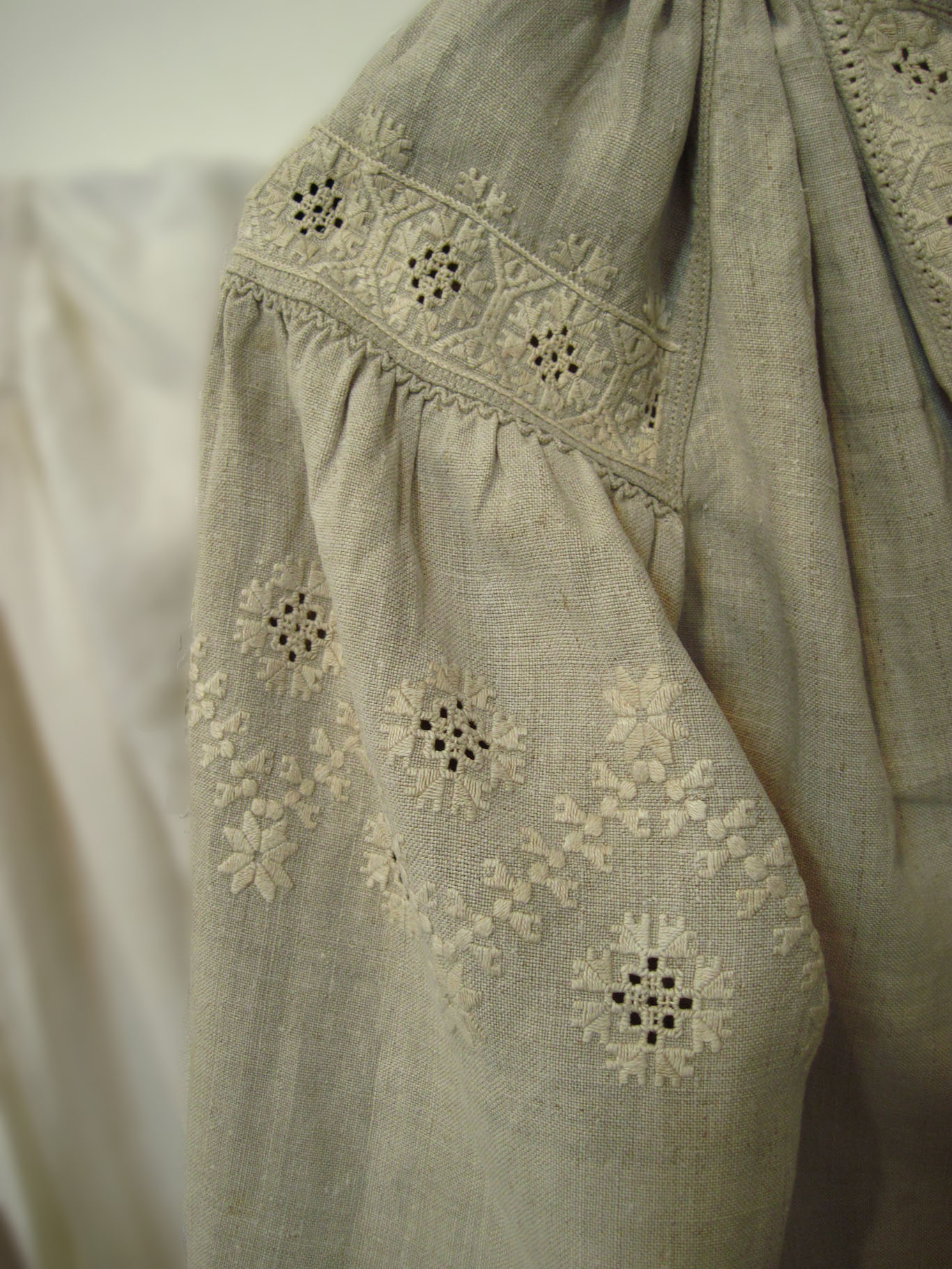
Жіноча сорочка з с. Суємці

На фартухах вишивка розташовувалась по подолу, приблизно на ширину п'яді, ніколи не досягала вище колін. Структура вирізуваного орнаменту була подібна до широкої поздовжньої смуги на рукавах жіночих сорочок, проте у верхній частині покрайниця могла бути вигадливішою.

### Вишивки вирізуванням на Житомирщині
Вишивки вирізуванням (і біле шитво загалом) побутували у Баранівському районі Житомирської області (села Суємці, Смолдирів, Радулин, Дубрівка,…).
Тут деколи вирізування виконували зовсім без заплуток. В цьому випадку воно могло мати по двоє вирізаних клітинок впоперек на противагу звичайному варіанту по троє.
Вирізуванням на Житомирщині вишивали жіночі сорочки, які мали тут яскраво виражені локальні ознаки. Вишивкою оздоблювали уставки та рукава, манжети, комір та доволі широку, як для жіночих сорочок, пазуху. На комірі та манжетах використовували переважно непрозорі шви. На решті ж деталей поруч із вирізуванням були присутні пряма гладь, виколювання петельним швом, верхоплут. Рукав біля уставки збирали характерними призбирками. Вишивали вибіленими нитками на характерному для регіону сірому лляному полотні; це надавало вишивці додаткового акценту.
Замальовки візерунків вирізуванням із Житомирщини були опубліковані Оленою Пчілкою у її праці «Український народний орнамент: вишивки, тканини, писанки».

### Візерунки «з бинди» зі Східного Поділля
У селах Крижопільського району поруч з архаїчними та традиційними для регіону вишиванками низзю побутували жіночі сорочки того ж безуставкового крою, але з поліхромним вишивками (що включали вирізування) на полику.
Такі вишивки містили вузеньку покрайницю згори, основний узор між двох смуг шабаку або набирування та мотиви-«медальйони» або спіралі стебловим швом під ним. Техніки, що застосовувались — вирізування, лиштва, штапівка, курячий брід, набирування. Вирізування робили сірим або поліхромним; воно могло не мати заплуток; тоді у поліхромному варіанті воно було ідентичне рос. цветной перевити. Поширеним було також і «сліпе» вирізування.
Вишивки, описані вище, називали у Шарапанівці «з бинди».

### Буковинська цирка

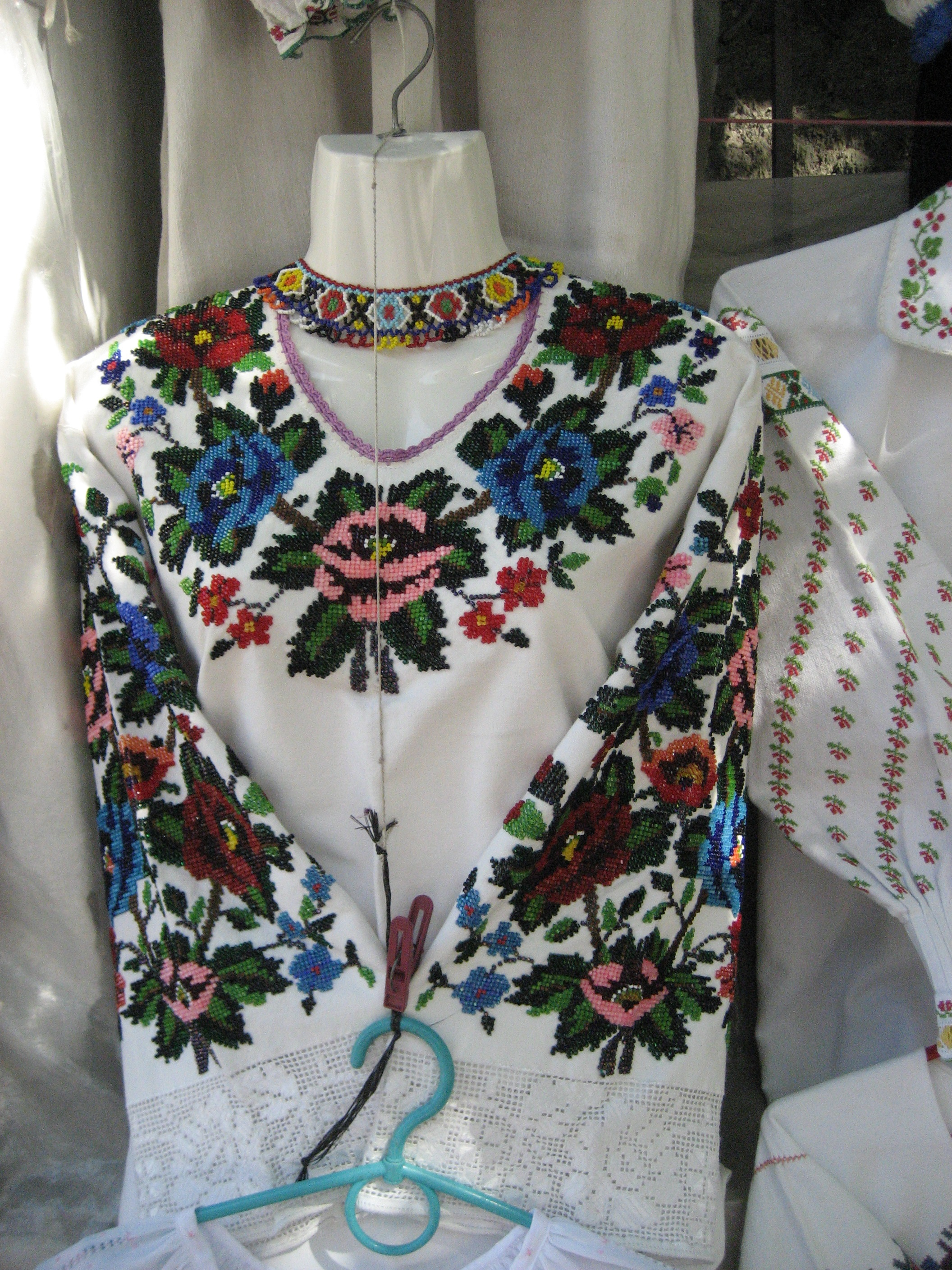
Рукави буковинської сорочки, вишитої бісером, по низу оздоблені циркою

Циркою на Буковині називають особливий вид ажурної вишивки. За технікою виконання буковинська цирка подібна до вирізування, проте за філософією побудови узору — протилежна йому. При вишиванні циркою вирізують не орнаментальні мотиви, а тло між ними, тоді як власне мотиви заповнюють косою гладдю, «колодочками» або іншими непрозорими техніками.
Першим етапом у вишиванні циркою є обробка контурів усіх мотивів та периметра вишивки швом «качалочка». (Периметр також часто оздоблюють зубцями прямої гладі.) Далі орнаментальні мотиви заповнюють непрозорими техніками: прямою або косою гладдю, хрестиком, тощо. Після чого ззовні мотивів підрізують нитки піткання і основи через чисницю. Утворену сітку обкручують аналогічно вирізуванню, щоб на перетині основи і піткання з вивороту утворювались хрестики.
Циркою, виконаною шовковими нитками, на Буковині оздоблюють по низу рукави у сорочках, вишитих бісером. Побутували також «цирковані» сорочки — повністю оздоблені даною технікою.

## Схеми узорів із вирізуванням
- Драгоманова-Косач О. Український народний орнамент. — К., 1876.
- Косач-Кривинюк О. Українські народні узори з Київщини, Полтавщини, Катеринославщини. Вирізування й настилування. — К., 1928.
- Гасюк О., Степан М. Художнє вишивання. — К. : Вища школа, 1983.